# اینگرید نول
اینگرید نول (انگلیسی: Ingrid Noll؛ زادهٔ ۲۹ سپتامبر ۱۹۳۵) نویسنده اهل آلمان است. وی از سال ۱۹۹۰ میلادی تاکنون مشغول فعالیت بوده‌است.